# Szyba (Ełk)
Szyba (deutsch Sybba, 1938 bis 1945 Walden) ist ein Teilbezirk in der Stadt Ełk (deutsch Lyck) in der polnischen Woiwodschaft Ermland-Masuren.

## Geographische Lage
Szyba liegt drei Kilometer südlich des Stadtzentrums von Ełk am Ostufer des Jezioro Ełckie (deutsch Lycker See) und westlich des Jezioro Szyba. Im Westen grenzt Szyba an Osiedle Jeziorna, im Norden an Osiedle Kochanowskiego und im Osten an Osiedle Wczasowe.

## Geschichte
Das bis 1818 Syba und ab 1818 Sybba genannte Dorf mit späterer Försterei wurde 1566 gegründet. Zwischen 1898 und 1905 wurde die Landgemeinde Sybba in den Gutsbezirk Lycker Forst im Amtsbezirk Lyck, Forst, eingegliedert. Er gehörte zum Kreis Lyck im Regierungsbezirk Gumbinnen (ab 1905: Regierungsbezirk Allenstein) in der preußischen Provinz Ostpreußen. 1895 hatte das Dorf 285 Einwohner.
Am 23. Dezember 1927 wurde die neue Landgemeinde Sybba aus Teilen der Landgemeinde Barannen (polnisch Barany) und des Gutsbezirks Baranner Forst gebildet. Bis 1945 war der Ort in den Amtsbezirk Selment (1938 bis 1945 „Amtsbezirk Schönhorst (Ostpr.)“) einbezogen, der seinen Sitz in Klein Mrosen (polnisch Mrozy Małe) hatte.
1933 zählte Sybba insgesamt 799 Einwohner. Am 3. Juni (amtlich bestätigt am 16. Juli) 1938 erhielt das Dorf die Umbenennung in „Walden“. Sie war ideologisch-politisch mit der Abwehr fremdländisch klingender Ortsnamen begründet. 1939 waren 853 Einwohner in Walden gemeldet.
In Kriegsfolge kam das Dorf 1945 mit dem gesamten südlichen Ostpreußen zu Polen und trägt seither die polnische Namensform „Szyba“. Bis 1954/55 gehörte es zur Gmina Ełk (Landgemeinde Lyck), die aufgelöst wurde. Seit 1955 ist Szyba ein Teilbezirk der Stadt Ełk (Lyck), der Metropole des Powiat Ełcki (Kreis Lyck), jetzt in der Woiwodschaft Ermland-Masuren.

## Kirche
Bis 1945 war Sybba / Walden in die Evangelische Pfarrkirche Lyck in der Kirchenprovinz Ostpreußen der Kirche der Altpreußischen Union sowie in die römisch-katholische Kirche St. Adalbert Lyck im Bistum Ermland eingepfarrt.
Heute gehören die katholischen Einwohner Szybas zur Pfarrei Św. Rafała Kalinowskiego in Ełk-Jeziorna im Bistum Ełk der römisch-katholischen Kirche in Polen. Die evangelischen Kirchenglieder halten sich zur Kirchengemeinde in Ełk-Centrum, einer Filialgemeinde der Pfarrei in Pisz (deutsch Johannisburg) in der Diözese Masuren der evangelisch-Augsburgischen Kirche in Polen.

## Persönlichkeiten des Ortes

### Söhne und Töchter des Ortes
- Horst Großmann (* 19. November 1891 in Sybba), deutscher Offizier, General der Infanterie († 1972)

### Mit dem Ort verbunden
Die Schriftsteller-Brüder
- Fritz Skowronnek (1858–1939) und
- Richard Skowronnek (1862–1932)

wuchsen ab 1864 im Forsthaus Sybba auf.

## Verkehr

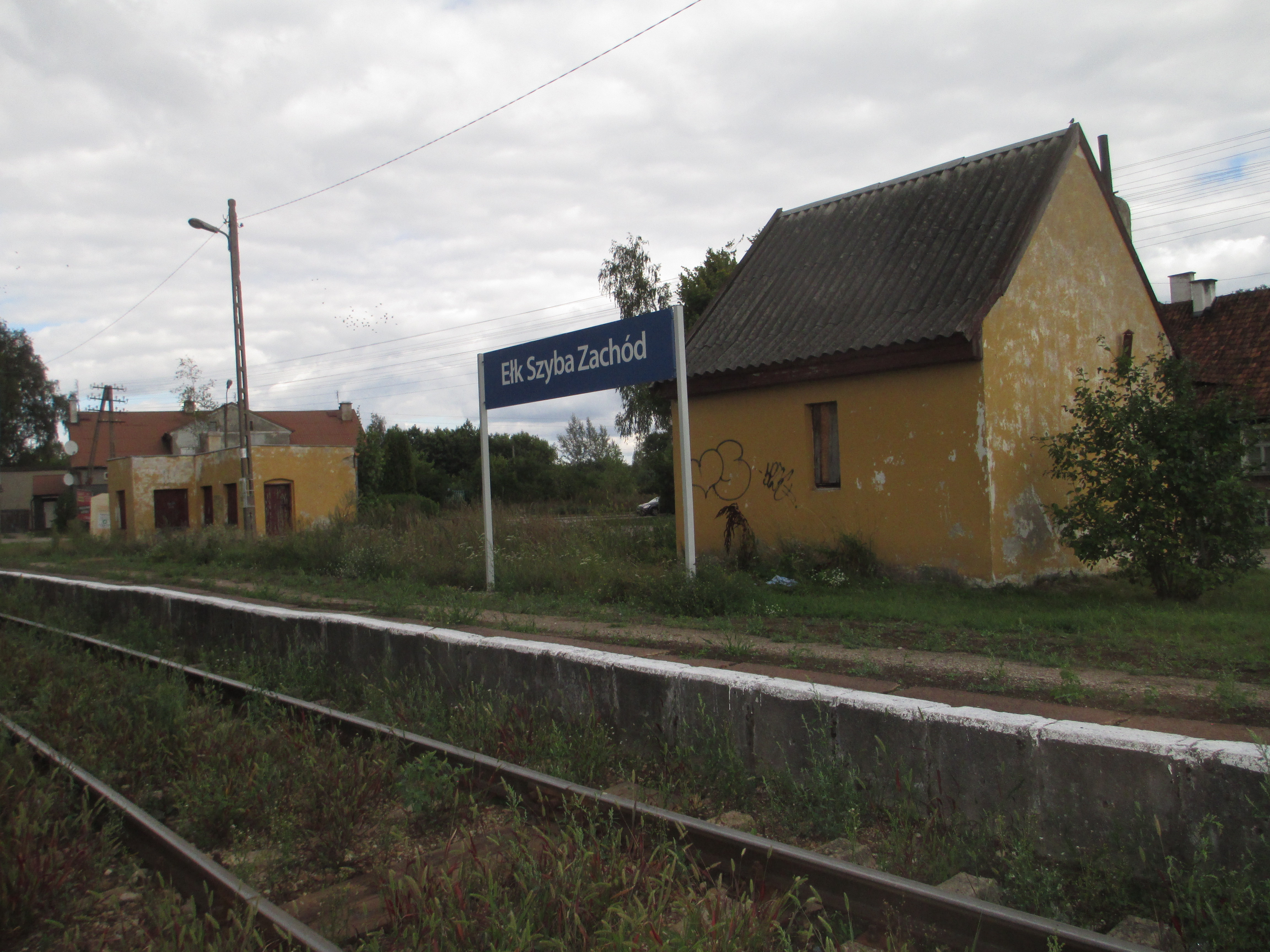
Die Bahnstation Ełk Szyba Zachód (Sybba West/Walden West) an der Bahnstrecke Olsztyn–Ełk

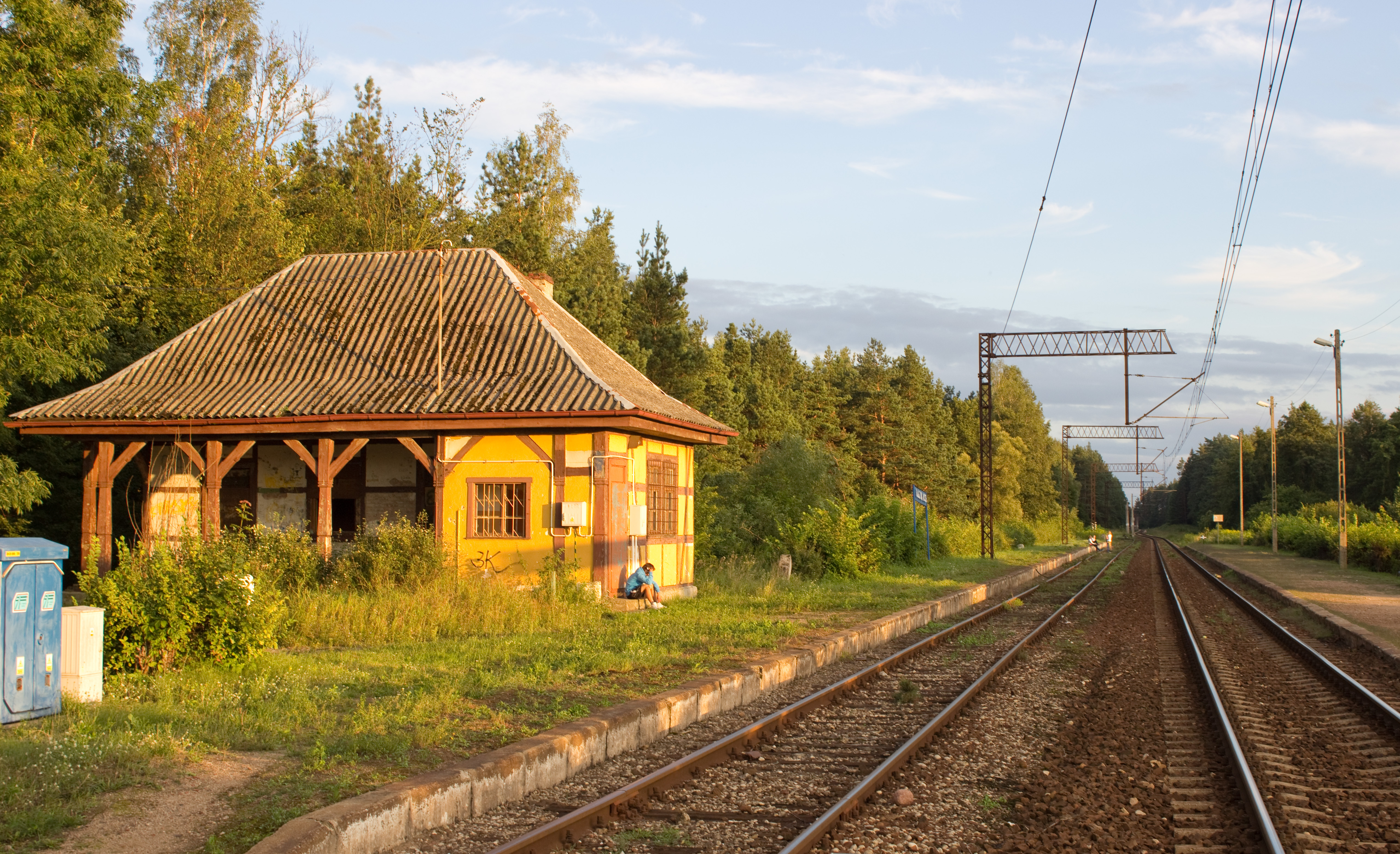
Die Bahnstation Ełk Szyba Wschód (Sybba Ost/Walden Ost) an der Bahnstrecke Giżycko–Białystok

### Straße
Szyba liegt an der polnischen Landesstraße 65 (einstige deutsche Reichsstraße 132), die zwischen der Staatsgrenze zu Russland und der zu Belarus die Woiwodschaft Ermland-Masuren mit der Woiwodschaft Podlachien verbindet. Regionalstraßen aus dem südöstlichen Umland enden in Szyba.

### Schienen
Szyba ist mit zwei Bahnstationen an das Schienennetz angebunden. Die Bahnstation Ełk Szyba Zachód (Sybba West/Walden West) liegt an der  Bahnstrecke Olsztyn–Ełk (Allenstein–Lyck), die Bahnstation Ełk Szyba Wschód (Sybba Ost/Walden Ost) an der Bahnstrecke Głomno–Białystok, die vor 1945 ihren Anfang in Königsberg (Preußen) (russisch Kaliningrad) nahm, heute jedoch nur noch auf polnischem Staatsgebiet zwischen Korsze (Korschen) und Białystok befahren wird.